# Taiwanologie
Die Taiwanologie (auch Taiwanstudien oder Taiwanwissenschaften) ist eine Arealwissenschaft, die sich mit der Erforschung und Lehre der Geschichte, Politik, Gesellschaft, Sprachen, Kultur, Literatur und Kunst (z. B. Film) Taiwans beschäftigt.
Verglichen mit beispielsweise der Japanologie ist sie ein relativ junges Forschungsgebiet. Die Anzahl der Publikationen ist seit 1985 stark angestiegen. In diesem Zeitraum war Taiwan durch soziale, ökonomische und politische Umwandlungen gekennzeichnet, die unter anderem die Aufhebung des Kriegsrechts, das Ende der Diktatur unter Chiang Kai-shek und dessen Sohn, Demokratisierung und die erste Präsidentenwahl umfassen. 

## Geschichte der Taiwanologie
Der Begriff Taiwanologie wurde 1995 von Stéphane Corcuff geprägt, aber Studien zu Taiwan existierten schon seit langem. Nach dem Ende der 50-jährigen Herrschaft der Nationalchinesen wurden im 2000er an vielen Universitäten Taiwans Institute für Taiwanologie, taiwanische Literaturwissenschaft, taiwanische Sprachen und taiwanische Kultur gegründet. Außerhalb Taiwans wurde im Jahr 1999 an der School of Oriental and African Studies der Universität London in Großbritannien das erste englischsprachige Masterstudium für Taiwanologie eingerichtet. Bei der Förderung der Taiwanstudien hat Academia Sinica, die Nationale Akademie der Wissenschaften von Taiwan, auch eine wichtige Rolle gespielt. Da wurde 2004 das Institut für taiwanische Geschichte gegründet und im Jahr 2012 hat Academia Sinica den ersten Weltkongress der Taiwanstudien organisiert. Inzwischen gibt es auch wissenschaftliche Vereine für Taiwanologie wie z. B. European Association of Taiwan Studies mit dem Sitz in Tübingen und North American Taiwan Studies Association.

## Forschungszentren und Lehrstühle für Taiwanologie

### Amerika
- Taiwan Studies, University of Alberta, Kanada
- The Research Chair in Taiwan Studies, University of Ottawa, Ontario, Kanada
- The Taiwan Democracy Project, Stanford University, USA
- Center for Taiwan Studies, University of California, Santa Barbara, USA
- Taiwan Studies, University of California, San Diego, USA
- Taiwan Studies Program, University of Texas at Austin, Texas, USA
- The Taiwan Studies Initiative, Center for East Asian Studies, University of Wisconsin-Madison, USA

### Asien
- Graduate Institute for Taiwan Studies, Xiamen-Universität, China
- Center for Taiwan Studies, Fudan-Universität, China
- Waseda Taiwan Research Institute, Waseda University, Tokyo, Japan
- Taiwan Study Research Center, New Taipei, Taiwan
- Abteilung für Taiwan- und Regionalstudien, Dong-Hwa-Nationaluniversität, Taiwan
- Graduate Institute of Taiwan Literature, Nationaluniversität Taiwan, Taiwan

### Europa
- Vienna Center for Taiwan Studies, Universität Wien, Österreich
- Taiwanese Studies Chair, KU Leuven, Belgien
- Forschungsstelle für taiwanische Kultur und Literatur, Universität Bochum, Deutschland
- European Research Center on Contemporary Taiwan, Universität Tübingen, Deutschland
- Taiwan Study Center, Universität Ljubljana, Slowenien
- Taiwan Research Programme, London School of Economics and Political Science, Vereinigtes Königreich
- Centre of Taiwan Studies, School of Oriental and African Studies, Universität London, Vereinigtes Königreich
- Taiwan Studies Programme, University of Nottingham, Vereinigtes Königreich

## Wissenschaftliche Vereinigungen
- European Association of Taiwan Studies (EATS), 2004 gegründet
- North American Taiwan Studies Association (NATSA), 1995 gegründet

## Wissenschaftliche Konferenzen
- Der erste Weltkongress der Taiwanstudien (2012)
- Der zweite Weltkongress der Taiwanstudien (2015)
- Der dritte Weltkongress der Taiwanstudien (2018)
- North American Taiwan Studies Association 2018 Annual Conference

## Wissenschaftliche Fachzeitschriften
- Taiwan Research Quarterly, Xiamen-Universität
- Taiwan Studies, Chinesische Akademie der Sozialwissenschaften
- Routledge Research on Taiwan Series
- Studia Formosiana
- Taiwan Papers
- Taiwan Historical Research, Academia Sinica
- Vienna Taiwan Studies Series